# Xaniona chobauti
Xaniona chobauti är en insektsart som först beskrevs av Ribaut 1952.  Xaniona chobauti ingår i släktet Xaniona och familjen dvärgstritar.
Artens utbredningsområde är Frankrike. Inga underarter finns listade i Catalogue of Life.